# ゲオルク・C・F・グレーフェ
ゲオルク・C・F・グレーフェ（Georg C. F. Greve、1973年3月10日、ドイツ・ヘルゴラント島生まれ）は、ソフトウェア開発者である。彼はソフトウェア開発手法・技術を独学で学んでおり、また物理学・文学の教育を受けている。彼がFree Software Foundation Europe（FSFE）を創設した2001年からは、技術における政治的分野にも関与し続けている。
グレーフェは2001年初頭から、FSFEの代表としてフルタイムで業務を行ってきた。2009年6月、彼はFSFEの代表をカールシュテン・ゲルロフ（Karsten Gerloff）に譲った。彼はFSFEを代表し、総会の調整、地域代表の業務支援、政治的・法的問題の収拾、そしてプロジェクトや講演、即ち自由ソフトウェアについての知識を広めるため、ジャーナリストらに情報を提供している。
加えて、ゲオルクはまた、ISOのOOXML標準化プロセスにおけるGoogleの代理として協議に参加しており、そしてまた、欧州委員会のプロジェクトを監査する役割に関わっている。
グレーフェは結婚しており、現在はスイス在住である。
2010年、グレーフェはドイツ連邦共和国功労勲章・功労十字小綬章（Verdienstkreuz am Bande）を授与された。

## 経歴
グレーフェは、ハンブルク大学計算機科学科に在籍しつつも、副専攻の研究として、生物物理学、海洋物理学、そして天文学の物理学科学位を得ている。彼の学際的な卒業論文は、走査型プローブ顕微鏡を利用したナノテクノロジーの分野における研究である。
グレーフェが初めてソフトウェア開発を行ったのは、彼が12歳の時であった。彼の最初のプログラムは、1992年、専門誌に掲載された。彼は、ドイツ・ハンブルクにある、ハンブルク大学付属ハンブルク・エッペンドルフ大学医療センターの生物磁力計測研究所（biomagnetometic laboratory）において、SQUIDセンサーのデータ評価を行うソフトウェアの開発を管理し、ここで得た資金を研究費に一部まわしていた。
1993年、彼は自由ソフトウェア、GNUプロジェクトそしてLinuxに出会った。1998年、彼は、GNUプロジェクトにおけるヨーロッパ出身の弁士となり、"Brave GNU World"の執筆を開始した。同誌は、毎月自由なコンピュータ・ソフトウェアを取り扱うGNUプロジェクトにおいて、興味深いプロジェクトを取り上げる隔月のコラムである。同誌は10もの言語でインターネット上で発刊されており、ドイツのLinux-Magazin誌など国際的な雑誌媒体にも掲載された。Brave GNU Worldは、オルダス・ハクスリーの小説、『すばらしい新世界』（原題：Brave New World）から名前を採られている。
2001年初頭、彼は、フリーソフトウェア財団（Free Software Foundation、略称FSF）初の米国外の団体であるFree Software Foundation Europe (FSFE)を設立し、FSFEは2007年時点で唯一、FSFにおける多国籍的な支部団体であった。グレーフェは、英国政府の「知的財産権委員会」（“Commission on Intellectual Property Rights”）に専門家として招聘された。また、ドイツ政府の部分的な委譲をうけて、国連・世界情報社会サミット（World Summit on the Information Society、略称WSIS）の第一フェーズ開催期間中に「ドイツ市民協会」（"German Civil Society"）の連携サークルを代表して参加した。彼はまた、ヨーロッパ規模での、市民社会のワーキンググループと連携するとともに、特許（Patents）、著作権（Copyrights）、商標（Trademarks）すなわちこれらPCTと自由ソフトウェアを主題とするワーキンググループとも連携している。